# Peng Suaj
Peng Suaj (Hunan, 1986. január 8.–) kínai teniszezőnő, párosban kétszeres Grand Slam-tornagyőztes és világranglista vezető, olimpikon.
2001–2022 közötti profi pályafutása során egyéniben kettő, párosban 23 WTA-torna győztese volt, emellett egyéniben két, párosban egy WTA 125K-, valamint egyéniben tíz, párosban három ITF-tornát nyert. Párosban a tajvani Hszie Su-vejjel megnyerték a 2013-as Roland Garros és a 2014-es wimbledoni teniszbajnokság női páros versenyét, valamint 2013-ban a világbajnokságnak számító WTA Tour Championships páros versenyét. Egyéni legjobb Grand Slam-tornaeredményeként bejutott a 2014-es US Open elődöntőjébe. Legjobb egyéni világranglista-helyezése 14. hely volt, ezt 2011. augusztusban érte el. Párosban először 2014. februárban került a világranglista élére, és összesen 20 héten keresztül volt világelső. Ő az első kínai teniszező, aki a világranglista élére került.
2016-ig három olimpián vett részt. Egyéniben a 2008-as pekingi olimpián a 2. körig, párosban az 1. körig; a 2012-es londoni olimpián egyéniben a 2. körig, párosban a negyeddöntőig; a 2016-os riói olimpián egyéniben az 1. körig, párosban a 2. körig jutott.
A Weibón bejelentette, hogy Csang Kao-li korábbi kínai miniszterelnök-helyettes szexuális együttlétre kényszerítette. A posztot később törölték, majd ezt követően a holléte ismeretlen lett a nyilvánosság számára. Eltűnése nagy felháborodást váltott ki a nemzetközi közvéleményben: az Amerikai Egyesült Államok bojkottal fenyegette a 2022-ben Kínában rendezendő téli olimpiai játékokat, a női profi teniszezőket tömörítő WTA elnöke pedig bejelentette, hogy kész visszavenni az összes kínai tenisztorna rendezési jogát, amely több százmillió dollár bevételkieséssel jár.
2022. február 3-án a L’Équipe francia lapnak adott interjújában, amelyet a Kínai Olimpiai Bizottság tisztviselőinek jelenlétében készítettek, Peng visszavonta szexuális zaklatással kapcsolatos vádját, és „félreértésnek” minősítette az eseményeket. A 2022-es téli olimpia végén bejelentette, hogy visszavonul a sportágtól, döntésének okaként sérülésekre és a folyamatban lévő COVID-19 járványra hivatkozott.

## Grand Slam döntői

### Páros

#### Győzelmei (2)
| Év   | Bajnokság     | Borítás | Partner      | Ellenfél                       | Eredmény    |
| ---- | ------------- | ------- | ------------ | ------------------------------ | ----------- |
| 2013 | Wimbledon     | Fű      | Hszie Su-vej | Ashleigh Barty Casey Dellacqua | 7–6(1), 6–1 |
| 2014 | Roland Garros | Salak   | Hszie Su-vej | Sara Errani Roberta Vinci      | 6–4, 6–1    |

#### Elveszített döntői (1)
| Év   | Bajnokság       | Borítás | Partner           | Ellenfél                             | Eredmény         |
| ---- | --------------- | ------- | ----------------- | ------------------------------------ | ---------------- |
| 2017 | Australian Open | Kemény  | Andrea Hlaváčková | Bethanie Mattek-Sands Lucie Šafářová | 7–6(4), 3–6, 3–6 |

## WTA döntői

### Egyéni

#### Győzelmei (2)
| Összesítés           |                        |
| Grand Slam-torna (0) |                        |
| Tier I (0)           | Premier Mandatory* (0) |
| Tier II (0)          | Premier Five* (0)      |
| Tier III (0)         | Premier* (0)           |
| Tier IV (0)          | International* (2)     |
| Tier V (0)           | Challenger* (0)        |

* 2009-től megváltozott a tornák rendszere. Challenger tornákat 2012-től rendeznek.
 Az egymás mellett azonos színnel jelölt tornatípusok között nincs teljes mértékű megfelelés.
| No. | Dátum             | Helyszín                     | Borítás | Ellenfél a döntőben | Eredmény a döntőben | Eredmény a döntőben |
| 1.  | 2016. október 16. | Tianjin Open, Tiencsin, Kína | Kemény  | Alison Riske        | 7–6(3), 6–2         |                     |
| 2.  | 2017. július 30.  | Jiangxi Open, Nancsang, Kína | Kemény  | Hibino Nao          | 6–3, 6–2            |                     |

#### Elveszített döntői (7)
| No. | Dátum               | Helyszín                                                             | Borítás | Ellenfél a döntőben | Eredmény a döntőben | Eredmény a döntőben |
| 1.  | 2006. május 27.     | Internationaux de Strasbourg, Strasbourg, Franciaország              | Salak   | Nicole Vaidišová    | 6–7(7), 3–6         |                     |
| 2.  | 2008. augusztus 23. | Forest Hills Tennis Classic, Forest Hills, Amerikai Egyesült Államok | Kemény  | Lucie Šafářová      | 4–6, 2–6            |                     |
| 3.  | September 21, 2008  | Guangzhou International, Kanton, Kína                                | Kemény  | Vera Zvonarjova     | 7–6(5), 0–6, 2–6    |                     |
| 4.  | 2011. május 21.     | Brussels Open, Brüsszel, Belgium                                     | Salak   | Caroline Wozniacki  | 6–2, 3–6, 3–6       |                     |
| 5.  | 2013. május 25.     | Brussels Open, Brüsszel, Belgium                                     | Salak   | Kaia Kanepi         | 2–6, 5–7            |                     |
| 6.  | 2014. január 4.     | Shenzhen Open, Sencsen, Kína                                         | Kemény  | Li Na               | 4–6, 5–7            |                     |
| 7.  | 2017. február 5.    | Taiwan Open, Kaohsziang, Tajvan                                      | Kemény  | Elina Szvitolina    | 3–6, 2–6            |                     |

### Páros

#### Győzelmei (23)
| Összesítés           |                        |
| Grand Slam-torna (2) |                        |
| Tier I (0)           | Premier Mandatory* (3) |
| Tier II (1)          | Premier Five* (5)      |
| Tier III (2)         | Premier* (1)           |
| Tier IV (0)          | International* (8)     |
| Tier V (0)           | Challenger* (0)        |
| WTA Finals (1)       |                        |

* 2009-től megváltozott a tornák rendszere.
 Az egymás mellett azonos színnel jelölt tornatípusok között nincs teljes mértékű megfelelés.
|     | Dátum                | Torna                                                          | Borítás    | Partner           | Ellenfelek a döntőben                 | Eredmény a döntőben    |
| 1.  | 2007. szeptember 29. | Guangzhou International Women’s Open, Kanton, Kína             | Kemény     | Jen Ce            | Vania King Szun Tien-tien             | 6–3, 6–4               |
| 2.  | 2008. március 9.     | Bangalore Open, Bangalore, India                               | Kemény     | Szun Tien-tien    | Csan Jung-zsan Csuang Csia-zsung      | 6–4, 5–7, [10–8]       |
| 3.  | 2008. szeptember 14. | Commonwealth Bank Tennis Classic, Bali, Indonézia              | Kemény     | Hszie Su-vej      | Marta Domachowska Nagyja Petrova      | 6–7(4), 7–6(3), [10–7] |
| 4.  | 2009. január 16.     | Medibank International Sydney, Sydney, Ausztrália              | Kemény     | Hszie Su-vej      | Nathalie Dechy Casey Dellacqua        | 6–0, 6–1               |
| 5.  | 2009. május 9.       | Internazionali BNL d'Italia, Róma, Olaszország                 | Salak      | Hszie Su-vej      | Daniela Hantuchová Szugijama Ai       | 7–5, 7–6(5)            |
| 6.  | 2009. október 10.    | China Open, Peking, Kína                                       | Kemény     | Hszie Su-vej      | Alla Kudrjavceva Jekatyerina Makarova | 6–3, 6–1               |
| 7.  | 2011. május 15.      | Internazionali BNL d'Italia, Róma, Olaszország                 | Salak      | Cseng Csie        | Vania King Jaroszlava Svedova         | 6–2, 6–3               |
| 8.  | 2013. május 19.      | Internazionali BNL d'Italia, Róma, Olaszország                 | Salak      | Hszie Su-vej      | Sara Errani Roberta Vinci             | 4–6, 6–3, [10–8]       |
| 9.  | 2013. július 6.      | Wimbledoni teniszbajnokság, London, Egyesült Királyság         | Fű         | Hszie Su-vej      | Ashleigh Barty Casey Dellacqua        | 7–6(1), 6–1            |
| 10. | 2013. augusztus 18.  | Western & Southern Open, Cincinnati, Amerikai Egyesült Államok | Kemény     | Hszie Su-vej      | Anna-Lena Grönefeld Květa Peschke     | 2–6, 6–3, [12–10]      |
| 11. | 2013. szeptember 21. | Guangzhou International Women’s Open, Kanton, Kína             | Kemény     | Hszie Su-vej      | Vania King Galina Voszkobojeva        | 6–3, 4–6, [12–10]      |
| 12. | 2013. október 27.    | WTA Championships, Isztambul, Törökország                      | Kemény (f) | Hszie Su-vej      | Jekatyerina Makarova Jelena Vesznyina | 6–4, 7–5               |
| 13. | 2014. február 2.     | PTT Pattaya Open, Pattaja, Thaiföld                            | Kemény     | Csang Suaj        | Alla Kudrjavceva Anastasia Rodionova  | 3–6, 7–6(5), [10–6]    |
| 14. | 2014. február 16.    | Qatar Total Open, Doha, Katar                                  | Kemény     | Hszie Su-vej      | Květa Peschke Katarina Srebotnik      | 6–4, 6–0               |
| 15. | 2014. március 16.    | BNP Paribas Open, Indian Wells, Amerikai Egyesült Államok      | Kemény     | Hszie Su-vej      | Cara Black Szánija Mirza              | 7–6(5), 6–2            |
| 16. | 2014. június 8.      | Roland Garros, Párizs, Franciaország                           | Salak      | Hszie Su-vej      | Sara Errani Roberta Vinci             | 6–4, 6–1               |
| 17. | 2014. október 4.     | China Open, Peking, Kína                                       | Kemény     | Andrea Hlaváčková | Cara Black Szánija Mirza              | 6–4, 6–4               |
| 18. | 2016. június 12.     | Nottingham Open, Nottingham, Nagy-Britannia                    | Fű         | Andrea Hlaváčková | Gabriela Dabrowski Jang Csao-hszüan   | 7–5, 3–6, [10–7]       |
| 19. | 2016. szeptember 24. | Guangzhou International Women’s Open, Kanton, Kína             | Kemény     | Asia Muhammad     | Volha Havarcova Vera Lapko            | 6–2, 7–6(3)            |
| 20. | 2016. október 16.    | Tianjin Open, Tiencsin, Kína                                   | Kemény     | Christina McHale  | Hszü Ji-fan Magda Linette             | 7–6(8), 6–0            |
| 21. | 2017. január 7.      | Shenzhen Open, Sencsen, Kína                                   | Kemény     | Andrea Hlaváčková | Raluca Olaru Olha Szavcsuk            | 6–1, 7–5               |
| 22. | 2019. január 5.      | Shenzhen Open, Sencsen, Kína                                   | Kemény     | Jang Csao-hszüan  | Tuan Jing-jing Renata Voráčová        | 6–4, 6–3               |
| 23. | 2019. szeptember 21. | Guangzhou Open, Kanton, Kína                                   | Kemény     | Laura Siegemund   | Alexa Guarachi Giuliana Olmos         | 6–2, 6–1               |

#### Elveszített döntői (9)
|    | Dátum                | Torna                                                                 | Borítás    | Partner           | Ellenfelek a döntőben                     | Eredmény a döntőben |
| 1. | 2007. április 15.    | Family Circle Cup, Charleston, Amerikai Egyesült Államok              | Salak      | Szun Tien-tien    | Jen Ce Cseng Csie                         | 5–7, 0–6            |
| 2. | 2010. április 11.    | MPS Group Championships, Ponte Vedra Beach, Amerikai Egyesült Államok | Salak      | Csuang Csia-zsung | Bethanie Mattek-Sands Jen Ce              | 6–4, 4–6, [8–10]    |
| 3. | 2010. október 2.     | Toray Pan Pacific Open, Tokió, Japán                                  | Kemény (f) | Sahar Peér        | Iveta Benešová Barbora Záhlavová-Strýcová | 4–6, 6–4, [8–10]    |
| 4. | 2014. október 26.    | WTA Finals, Singapore, Szingapúr                                      | Kemény (f) | Hszie Su-vej      | Cara Black Szánija Mirza                  | 1–6, 0–6            |
| 5. | 2017. január 27.     | Australian Open, Melbourne, Ausztrália                                | Kemény     | Andrea Hlaváčková | Bethanie Mattek-Sands Lucie Šafářová      | 7–6(4), 3–6, 3–6    |
| 6. | 2017. február 25.    | Dubai Duty Free Tennis Championships, Dubaj, Egyesült Arab Emírségek  | Kemény     | Andrea Hlaváčková | Jekatyerina Makarova Jelena Vesznyina     | 6–2, 4–6, [10–7]    |
| 7. | 2018. február 24.    | Dubai Duty Free Tennis Championships, Dubaj, Egyesült Arab Emírségek  | Kemény     | Hszie Su-vej      | Csan Hao-csing Jang Csao-hszüan           | 6–4, 2–6, [6–10]    |
| 8. | 2018. szeptember 15. | Jiangxi Open, Nancsang, Kína                                          | Kemény     | Csang Suaj        | Vang Hszin-jü Csu Lin                     | 2–6, 6–7(5)         |
| 9. | 2020. január 18.     | Moorilla Hobart International, Hobart, Ausztrália                     | Kemény     | Csang Suaj        | Nagyija Kicsenok Szánija Mirza            | 4–6, 4–6            |

## WTA 125K-döntői: 4 (3–1)

### Egyéni: 3 (2–1)
| Eredmény | No. | Dátum              | Torna                                                     | Borítás | Ellenfél a döntőben | Eredmény                   |
| -------- | --- | ------------------ | --------------------------------------------------------- | ------- | ------------------- | -------------------------- |
| Győztes  | 1.  | 2014. július 27.   | Jiangxi International Women’s Tennis Open, Nancsang, Kína | Kemény  | Liu Fang-csou       | 6–2, 3–6, 6–3              |
| Döntős   | 1.  | 2017. április 23.  | Zhengzhou Women’s Tennis Open, Csengcsou, Kína            | Kemény  | Vang Csiang         | 6–3, 6–7(3–7), 1–1 feladta |
| Győztes  | 2.  | 2018. november 19. | Oracle Challenger Series, Houston, Egyesült Államok       | Kemény  | Lauren Davis        | 1–6, 7–5, 6–4              |

### Páros: 1 (1–0)
| Eredmény | No. | Dátum             | Torna        | Borítás | Partner          | Ellenfelek a döntőben        | Eredmény |
| -------- | --- | ----------------- | ------------ | ------- | ---------------- | ---------------------------- | -------- |
| Győztes  | 1.  | 2019. április 28. | Anning, Kína | Kemény  | Jang Csao-hszüan | Tuan Jing-jing Han Hszin-jün | 7–5, 6–2 |

## Eredményei Grand Slam-tornákon

### Egyéni
| Grand Slam | Australian Open | Australian Open     | Roland Garros  | Roland Garros       | Wimbledon      | Wimbledon           | US Open        | US Open            |
| Év         | Eredmény        | Utolsó ellenfél     | Eredmény       | Utolsó ellenfél     | Eredmény       | Utolsó ellenfél     | Eredmény       | Utolsó ellenfél    |
| 2004       | –               | –                   | Selejtező (Q3) | Selejtező (Q3)      | 1. kör         | S Farina Elia       | Selejtező (Q1) | Selejtező (Q1)     |
| 2005       | 2. kör          | Venus Williams      | 2. kör         | Lindsay Davenport   | –              | –                   | 1. kör         | Emma Laine         |
| 2006       | 1. kör          | Ashley Harkleroad   | 2. kör         | Karolina Šprem      | 3. kör         | Flavia Pennetta     | 1. kör         | Martina Hingis     |
| 2007       | 2. kör          | Patty Schnyder      | –              | –                   | 1. kör         | Hana Šromová        | 1. kör         | Flavia Pennetta    |
| 2008       | 1. kör          | A Klejbanova        | 2. kör         | Iveta Benešová      | 3. kör         | A Kudrjavceva       | 2. kör         | Flavia Pennetta    |
| 2009       | 3. kör          | Serena Williams     | 1. kör         | MJ Martínez Sánchez | 2. kör         | Agnieszka Radwańska | 2. kör         | Yanina Wickmayer   |
| 2010       | 1. kör          | Cseng Csie          | –              | –                   | –              | –                   | 3. kör         | Andrea Petković    |
| 2011       | 4. kör          | Agnieszka Radwańska | 3. kör         | Francesca Schiavone | 4. kör         | M Sarapova          | 4. kör         | Flavia Pennetta    |
| 2012       | 2. kör          | Iveta Benešová      | 3. kör         | M Sarapova          | 4. kör         | M Kirilenko         | 1. kör         | J Vesznyina        |
| 2013       | 2. kör          | M Kirilenko         | 2. kör         | Petra Kvitová       | 2. kör         | Marina Eraković     | 2. kör         | Sz Kuznyecova      |
| 2014       | 1. kör          | Nara Kurumi         | 1. kör         | Sloane Stephens     | 4. kör         | Petra Kvitová       | Elődöntő       | Caroline Wozniacki |
| 2015       | 4. kör          | M Sarapova          | 1. kör         | Polona Hercog       | –              | –                   | –              | –                  |
| 2016       | –               | –                   | –              | –                   | 1. kör         | Sloane Stephens     | 1. kör         | Varvara Lepchenko  |
| 2017       | 2. kör          | Eugenie Bouchard    | 1. kör         | Sorana Cîrstea      | 3. kör         | Simona Halep        | 2. kör         | Donna Vekić        |
| 2018       | 1. kör          | Marta Kosztyuk      | 2. kör         | Caroline Garcia     | 1. kör         | Samantha Stosur     | –              | –                  |
| 2019       | 1. kör          | Eugenie Bouchard    | Selejtező (Q1) | Selejtező (Q1)      | Selejtező (Q1) | Selejtező (Q1)      | 2. kör         | María Szákari      |
| 2020       | 1. kör          | Hibino Nao          | –              | –                   | elmaradt       | elmaradt            | –              | –                  |
| 2021       | –               | –                   | –              | –                   | –              | –                   | –              | –                  |

### Páros
| Grand Slam | Australian Open            | Australian Open                         | Roland Garros           | Roland Garros                           | Wimbledon               | Wimbledon                           | US Open                    | US Open                            |
| Év         | Eredmény Partner           | Utolsó ellenfél                         | Eredmény Partner        | Utolsó ellenfél                         | Eredmény Partner        | Utolsó ellenfél                     | Eredmény Partner           | Utolsó ellenfél                    |
| 2004       | −                          | −                                       | −                       | −                                       | −                       | −                                   | Negyeddöntő Janet Lee      | Barbara Schett Patty Schnyder      |
| 2005       | 3. kör Janet Lee           | Gabriela Navrátilová Michaela Paštiková | 1. kör Janet Lee        | J Lihovceva V Zvonarjova                | −                       | −                                   | 2. kör Janet Lee           | Li Ting Szun Tien-tien             |
| 2006       | 2. kör Li Na               | Daniela Hantuchová Szugijama Ai         | 2. kör Li Na            | Květa Peschke F Schiavone               | 2. kör Li Na            | Cara Black Rennae Stubbs            | 1. kör Li Na               | M Domachowska J Kostanić Tošić     |
| 2007       | 2. kör Li Na               | F Schiavone Patty Schnyder              | −                       | −                                       | Negyeddöntő Jen Ce      | Alicia Molik Mara Santangelo        | 2. kör Jen Ce              | Daniela Hantuchová Martina Hingis  |
| 2008       | 2. kör Szun Tien-tien      | A Csakvetadze Li Na                     | 3. kör Szun Tien-tien   | V Azaranka Sahar Peér                   | 1. kör Szun Tien-tien   | Catalina Castaño Kaia Kanepi        | 3. kör Janette Husárová    | Jen Ce Cseng Csie                  |
| 2009       | Negyeddöntő Hszie Su-vej   | Serena Williams Venus Williams          | Elődöntő Hszie Su-vej   | V Azaranka J Vesznyina                  | 1. kör Hszie Su-vej     | Sorana Cîrstea Caroline Wozniacki   | 2. kör Hszie Su-vej        | Alexa Glatch Carly Gullickson      |
| 2010       | 3. kör Hszie Su-vej        | Gisela Dulko Flavia Pennetta            | −                       | −                                       | −                       | −                                   | 2. kör Hszie Su-vej        | Bacsinszky Tímea Tathiana Garbin   |
| 2011       | 3. kör Sahar Peér          | Květa Peschke Katarina Srebotnik        | 2. kör Cseng Csie       | Alexandra Dulgheru Magdaléna Rybáriková | Negyeddöntő Cseng Csie  | Květa Peschke Katarina Srebotnik    | 1. kör Cseng Csie          | D. Hantuchová A Radwańska          |
| 2012       | 1. kör Francesca Schiavone | Tamira Paszek Jasmin Wöhr               | 3. kör Cseng Csie       | Vania King J Svedova                    | 1. kör Cseng Csie       | Marina Eraković T Tanasugarn        | Negyeddöntő Sabine Lisicki | Andrea Hlaváčková Lucie Hradecká   |
| 2013       | 3. kör Hszie Su-vej        | Sara Errani Roberta Vinci               | 2. kör Hszie Su-vej     | O Kalasnikova Alicja Rosolska           | Győzelem Hszie Su-vej   | Ashleigh Barty Casey Dellacqua      | Negyeddöntő Hszie Su-vej   | Szánija Mirza Cseng Csie           |
| 2014       | 2. kör Hszie Su-vej        | Sahar Peér S Soler Espinosa             | Győzelem Hszie Su-vej   | Sara Errani Roberta Vinci               | 3. kör Hszie Su-vej     | Babos Tímea Kristina Mladenovic     | 3. kör Hszie Su-vej        | Date Kimiko B Záhlavová-Strýcová   |
| 2015       | 1. kör Hszü Ji-fan         | Date Kimiko Casey Dellacqua             | −                       | −                                       | −                       | −                                   | −                          | −                                  |
| 2016       | 1. kör Liang Csen          | Jocelyn Rae Anna Smith                  | −                       | −                                       | 2. kör Csang Suaj       | Caroline Garcia Kristina Mladenovic | −                          | −                                  |
| 2017       | Döntő Andrea Hlaváčková    | B Mattek-Sands Lucie Šafářová           | 3. kör Tuan Jing-jing   | I-C Begu Cseng Szaj-szaj                | −                       | −                                   | Elődöntő Szánija Mirza     | Csan Jung-zsan Martina Hingis      |
| 2018       | Elődöntő Hszie Su-vej      | Babos Tímea Kristina Mladenovic         | 1. kör Christina McHale | Nicole Melichar Květa Peschke           | 2. kör Latisha Chan     | Alicja Rosolska Abigail Spears      | –                          | –                                  |
| 2019       | 1. kör Jang Csao-hszüan    | V Azaranka Ashleigh Barty               | –                       | –                                       | 1. kör Jang Csao-hszüan | A-L Friedsam Laura Siegemund        | 2. kör Alicja Rosolska     | Anna Kalinszkaja Julija Putyinceva |
| 2020       | 1. kör Csang Suaj          | V Kugyermetova Alison Riske             | –                       | –                                       | elmaradt                | elmaradt                            | –                          | –                                  |
| 2021       | –                          | –                                       | –                       | –                                       | –                       | –                                   | –                          | –                                  |

## Év végi világranglista-helyezései
| Év     | 2001 | 2002 | 2003 | 2004 | 2005 | 2006 | 2007 | 2008 | 2009 | 2010 | 2011 | 2012 | 2013 | 2014 | 2015 | 2016 | 2017 | 2018 | 2019 | 2020 | 2021 |
| Egyéni | 516. | 359. | 326. | 73.  | 37.  | 56.  | 46.  | 40.  | 47.  | 72.  | 17.  | 40.  | 45.  | 22.  | 136. | 109. | 27.  | 298. | 75.  | 117. | 306. |
| Páros  | 660. | –    | –    | 85.  | 61.  | 105. | 20.  | 27.  | 12.  | 39.  | 25.  | 56.  | 4.   | 3.   | 872. | 44.  | 9.   | 63.  | 49.  | 58.  | 192. |